# كلاوس شرودر
كلاوس شرودر (بالألمانية: Klaus Schroeder)‏ هو أستاذ جامعي ألماني، ولد في 16 أكتوبر 1949 في Travemünde ‏ في ألمانيا.

## وصلات خارجية
- كلاوس شرودر على موقع IMDb (الإنجليزية)